# Turnera vicaria
Turnera vicaria är en passionsblomsväxtart som beskrevs av Arbo. Turnera vicaria ingår i släktet Turnera och familjen passionsblomsväxter. Inga underarter finns listade i Catalogue of Life.